# Limonium hyssopifolium
Limonium hyssopifolium är en triftväxtart som först beskrevs av Frédéric de Girard, och fick sitt nu gällande namn av Karl Heinz Rechinger. Limonium hyssopifolium ingår i släktet rispar, och familjen triftväxter. Inga underarter finns listade i Catalogue of Life.